# Æðey
Æðey est une île islandaise privée, appartenant à une famille pour l'exploitation agricole. Avec ses 2,2 km de long et 800 m de large, l'île est étendue sur 1,26 km2. Le point le plus élevé culmine à 34 m d'altitude. Elle prend une grande place dans histoire de l'Islande, et en particulier de la région Vestfirðir.